# Grup Transatlàntic
Grup Transatlàntic fou un estudi de disseny actiu a Barcelona entre 1983 i 1990. Format pels dissenyadors industrials Ramon Benedito i Josep Puig i el dissenyador gràfic Lluís Morillas, va ser un grup de disseny experimental.
Els seus dissenys estan influenciats al mateix temps pel dissenyador Ettore Sottsass i per la pulcritud de l'Escola d'Ulm.
El caràcter interdisciplinar del grup queda palès amb la publicació el 1984 del relat Cita en Melbourne i amb la presentació el 1986 dels seus primers treballs sota el nom "Metamorfosis, primer programa de mobiliario sensual". Participen en nombroses conferències i exposicions nacionals i internacionals i reben nombrosos premis.
Entre els seus dissenys destaca el tamboret Frenesí (1986), o l'armari Alicia (1987).